# Tum Wydawnictwo Wrocławskiej Księgarni Archidiecezjalnej
Tum Wydawnictwo Wrocławskiej Księgarni Archidiecezjalnej – polskie katolickie wydawnictwo książkowe założone  w 1969 we Wrocławiu przez Archidiecezję Wrocławską.
Wydawnictwo TUM powstało we Wrocławiu w 1969 roku. Nazwa jest odwołaniem do miejsca, w którym ma swoją siedzibę – Ostrów Tumski. Wydaje książki katolickie z zakresu teologii, filozofii, biblistyki, historii Kościoła. W ofercie są również: zbiory homilii, medytacji, książki dla dzieci i młodzieży oraz modlitewniki. Publikowane serie wydawnicze to:
- Dokumenty Stolicy Apostolskiej
- „Całkiem inne kazania”
- Archeolog czyta Biblię
- Bibliotheca Biblica

Tytuły sprzedawane są przez Wrocławską Księgarnię Archidiecezjalną. Wydawnictwo posiada własną księgarnię internetową.
Siedziba dyrekcji wydawnictwa znajduje się na pl. Katedralnym 19 we Wrocławiu.
Autorzy współcześnie wydający swoje książki w wydawnictwie, to m.in.:
- Wojciech Bejda[4]
- ks. Janusz Czerski[5]
- Joanna Jaromin[6]
- ks. Jan Klinkowski[7]
- ks. Ryszard Kempiak SDB[8]
- bp Jacek Kiciński CMF[9]
- o. Hugolin Langkammer OFM[10]
- ks. Józef Mandziuk[11]
- Paulina Nicko-Stępień[12]
- Tomasz Niemas[13]
- Anna Rambiert-Kwaśniewska[14][15]
- ks. Mariusz Rosik[16][17][18]
- Piotr Stojanowicz[19]
- Paweł Woliński[20]
- ks. Tomasz Zaklukiewicz[21]